# Anomala biformis
Anomala biformis är en skalbaggsart som beskrevs av Gilbert John Arrow 1910. Anomala biformis ingår i släktet Anomala och familjen Rutelidae. Inga underarter finns listade i Catalogue of Life.